# Roberto Garza
Roberto Garza (Brownsville, Texas, 26 de marzo de 1979) es un exjugador de fútbol americano de origen mexicano.

## Inicios
Nació en Texas, en 1979, hijo de padres mexicanos, y habla el español con fluidez. A pesar de escuchar muchos comentarios como "el fútbol americano no es un deporte para latinos" Roberto trabajó duro hasta conseguir jugar para Texas A&M University–Kingsville.

## Carrera profesional
Garza fue drafteado por el equipo de Atlanta en el año 2001, donde jugaría hasta el año 2004. Posteriormente firmaría 1 año para los Chicago Bears y al año siguiente renovaría su contrato por 6 años. Con los Bears disputó el Super Bowl XLI, que perdería contra los Colts de Peyton Manning. En 2009 fue elegido como la portada del videojuego Madden NFL 09 en su versión en español. También ha hecho obras de caridad tanto en los Osos como en los Halcones.